# Поганські говори з Нареву
Pogańskie gwary z Narewu (укр. "Поганські говори з Нареву") - пара аркушів під таким заголовком, знайдені білоруським колекціонером В'ячеславом Зіновом, ймовірно є єдиним словником, нині мертвої, ятвязької мови.

## Історія

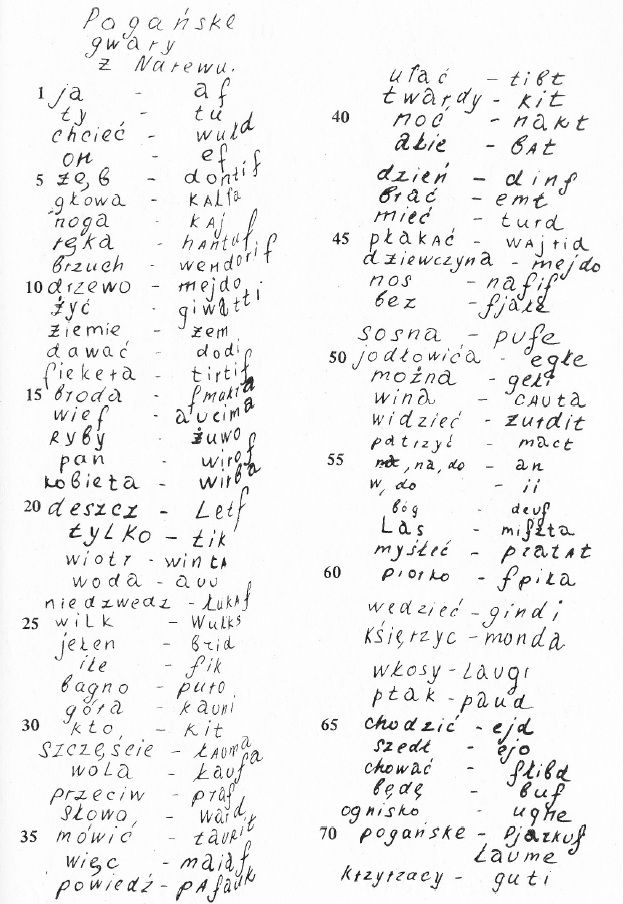
Польсько-ятвязький словник

Словник, що називають «польсько-ятвязьким» був знайдений влітку 1978 року в білоруській частині Біловезької пущі, на хуторі на захід від селищ Ровбицьк та Криниця (нині Пружанський район Берестської області ).
Колекціонер-аматор антикваріату В'ячеслав Зінов (1960 р.н., Барановичі) купив у місцевого дідуся книгу - збірку молитов латинською мовою, в кінці якої було прикріплено декілька рукописних аркушів. На початку їх було написано "Pogańskie gwary z Narewu" ("Язичницькі говори з Нареву"). Книга потрапила на хутір у Біловезькій пущі між Першою та Другою світовими війнами з містечка Біловежа .
Зінов переписав цей словник на окремі аркуши паперу. Незабаром Зінов пішов в армію, а за цей час батьки викинули оригінальну книжку. Зберігся лише примірник словника в записнику Зінова, який він надіслав на кафедру литовської мови Вільнюського університету, де цим матеріалом зацікавився литовський лінгвіст Зіґмас Зінкявічюс .
Матеріал словника, що містить 215 слів, був опублікований у 1984 році у часописі «Балто-слов'янські дослідження» , фотокопія словника — у литовському мовознавчому часописі «Baltistica» у 1985 році  . У виданій у 1987 р. черговому номері журналу «Балто-слов'янські дослідження» були опубліковані рецензії окремих лінгвістів  .
У серпні 2018 року в газеті "Наша Слова"  та в районній газеті «Раённыя будні»  вийшли друковані публікації до 40-річчя відкриття "ятвязького словника"

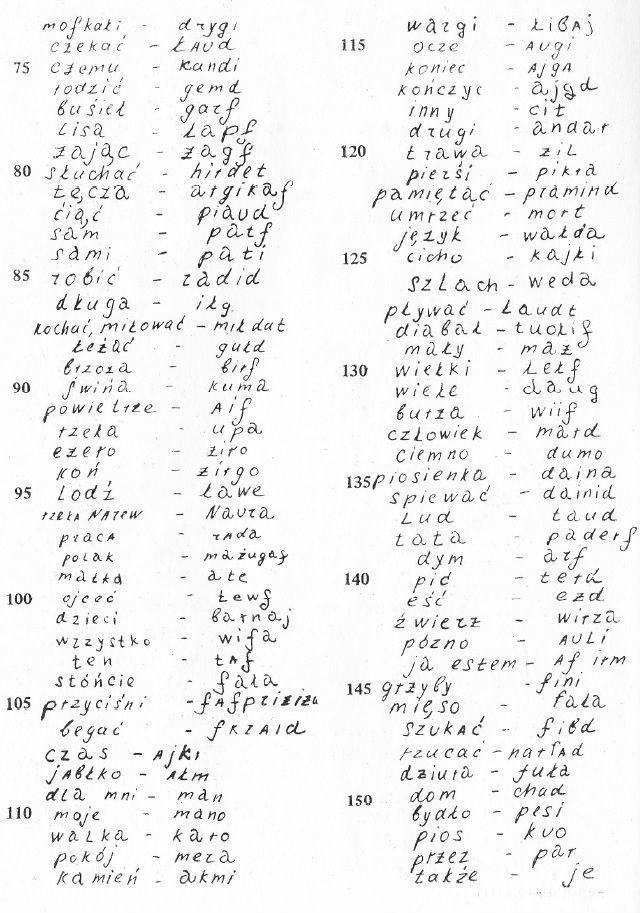
Польсько-ятвязький словник, ч. 2

## Теоніми
У лексиці словника засвідчено три теоніми: Pjarkus, Laume, Tuolis.
Теонім Pjarkus «Перун» утворений без суфіксів і таким чином відрізняється від литовського Perkūnas, прусського Perkuns, які мають суфікс -un- .
Разом із Pjarkus у тексті зустрічається теонім Laume, обидва позначені як «язичницькі» (мовою оригіналу: pogańskie). Слово "Лаума" в пізнішому значенні «відьма» зустрічається не тільки в Литві, а й на Смоленщині (у записах збирача фольклору Добровольського ). Первісно "Laume" ім'я загальнобалтійської богині дітородіння, що походить від індоєвропейського *leudh- «рости»  .
Безпрефіксна форма в теонімі Туоліс, який у словнику означає «чорт», проте спочатку це було ім’я підземного божества. Перегукується з іменем прусського бога підземного світу Patals, де корінь tal- подовжено префіксом pa-.
Розділ теонімів цього словника є дуже цінним.

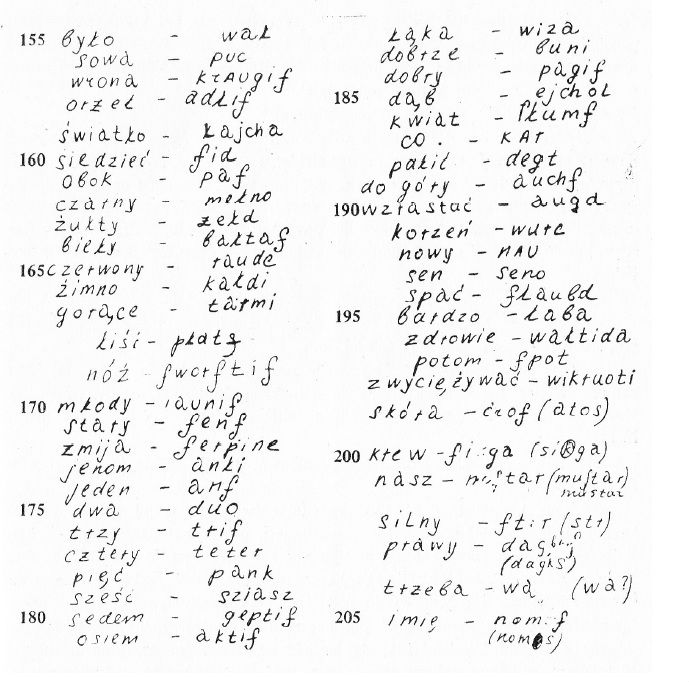
Польсько-«ятвязький» словник, ч.3